# プロ野球ファミリースタジアム'88
『プロ野球ファミリースタジアム'88』（プロやきゅうファミリースタジアムはちじゅうはち、Family Stadium '88）は、1988年12月20日にナムコ（後のバンダイナムコエンターテインメント）から発売された日本のファミリーコンピュータ用ゲームソフト。「ナムコット ファミリーコンピュータゲームシリーズ」第49弾。

## 概要
本作から新たに導入された要素や、打球を弾いたり落球するエラーの導入など同年にPCエンジンでリリースされた『プロ野球ワールドスタジアム』から逆輸入された要素が多い。また、アーケード版『プロ野球ワールドスタジアム』からの逆輸入で試合開始前にスターティングメンバーの打順変更が可能になっているが、控え選手との入れ替えは出来ない。投手枠は従来の「先発2（アーケード版ワースタは3）・リリーフ2」から「先発4・リリーフ2」の6名に増加している。エラー率はチームごとに異なる設定になっている。
本作で導入された新要素として「好調選手」が有る。スターティングメンバー中2名がランダムで「好調選手」になり、通常のパラメータよりも長打力がアップする。7回表・裏は「ラッキー7」扱いで全選手が好調選手に。また、セレクトボタンを押し続け、一周すると「先攻びいき」「後攻びいき」が登場し、全員好調選手になる。この「先攻びいき」「後攻びいき」は、後にアーケードゲーム『SUPERワールドスタジアム』でディップスイッチの設定により特定球団の選手が全員好調になる特別仕様モードへ発展した。
試合終了後の結果報告が架空のスポーツ新聞「ナムコットスポーツ」から架空のスポーツニュース「NAMCOT SPORTS NEWS」に変更されている。また、ナムスポから引き続き、試合結果以外に、試合内容を査定した評価パラメータである「年俸」が表示される。なお、通常の試合結果は複数名の女性キャスターが使用した球場ごとに登場するが、全チームに勝利して優勝した際は「トイポップ」のアチャがキャスターとして登場する。
パスワードコンティニューが廃止されたため、優勝するためにはノーリセットで全13球団に勝利しなければならなくなっている。2P対戦はどちらかが4勝するまで続けられる。

## 球団
本作では、日本野球機構（NPB）や日本プロ野球選手会（JPBPA）などに許可を得ずに選手名を使用することが問題視されたことから前作より選手名が微妙に変えられている。

### NPB加盟球団をモデルとするチーム
レイルウェイズ・フーズフーズの連合2チームが解消され、当時の実在12球団に相当するチームが家庭用では初めて出揃った。ただし、リーグ分けは為されておらず従来通り「JAPAN LEAGUE」の1リーグ制となっている。カッコ内はモデルとなった実在の球団。
- L：ライオネルズ（西武ライオンズ）
- Bu：バッカルーズ（近鉄バファローズ） - 家庭用初登場。
- F：ファイアーズ（日本ハムファイターズ） - 家庭用初登場。
- B：ブラボーズ（阪急ブレーブス） - '87での独立後、PCエンジン版ワースタではレイルウェイズに再合流していたが再独立。
- H：ホーネッツ（南海ホークス） - 家庭用初登場[注釈 5]。
- O：オリエンツ（ロッテオリオンズ） - '87やPCエンジン版ワースタでは隠しチーム扱いだった。
- D：ドラサンズ（中日ドラゴンズ）
- G：ガイアンツ（読売ジャイアンツ）
- C：カーズ（広島東洋カープ）
- W：ホイールズ（横浜大洋ホエールズ）
- S：スパローズ（ヤクルトスワローズ）
- T：タイタンズ（阪神タイガース）

### その他のチーム
'87と同じ2チームが登場する。
- M：メジャーリーガーズ - MLBのオールスターチーム。
- N：ナムコスターズ - ナムコキャラクターのオールスターチーム。

### エディットチーム
チームエディット機能が初めて搭載され、エディットチームはY（Yours）チームとして参加させることが可能になっている。ただし、バッテリーバックアップ機能は搭載していないため電源を切ると作成データは消失する。また、パラメータの合計値に上限があるため突出して能力の高い選手ばかりを揃えたチームは作れないようになっている。

## 球場
前作まではぴっかり球場1種類のみであった球場が、以下の4種類から選択可能になった。球場の広さ以外に風の有無や芝の種類などの試合を左右する要素は存在しない。
- どうむ - 東京ドームがモデル。両翼100m・センター122m。
- ろっこうさん - 阪神甲子園球場がモデル。両翼91m（ラッキーゾーン有）・センター120m。
- しゃちほこ - ナゴヤ球場がモデル。両翼91m・センター119m。
- かせんじき - 巨人軍多摩川グラウンド（当時）がモデル。両翼85m・センター110m。